# Perrott's Folly
Perrott's Folly, (referència SP047862), també conegut com "The Monument" (el monument) o "The Observatory" (l'observatori), és una torre de 29 metres d'alçada construïda el 1758. És un edifici de categoria II situat a l'àrea d'Edgbaston, a Birmingham (Regne Unit).

## Història
Va ser construït a Rotton Park per John Perrott el, el qual vivia a Belbroughton. La torre es troba per sobre de la zona residencial i empresarial.
Hi ha moltes històries que expliquen el motiu de la construcció d'aquesta torre. Una d'elles exposa que John Perrott volia poder observar les seves terres, i potser certs hostes. Una altra teoria afirma que l'objectiu era observar animals per caçar. També s'explica que podria haver construït la torre per poder veure la tomba de la seva muller, situada a 15 milles de distància.
Entre 1884 i 1979, la torre va ser utilitzada com a estació per enregistrar el temps per part del Birmingham and Midland Institute. El 1966 el departament de geografia de la Universitat de Birmingham va retirar tot el material de l'observatori quan les operacions es van transferir al campus principal.
S'ha suggerit, però no provat del tot, que les torres de Perrott's Folly i Edgbaston Waterworks podrien haver influenciat les referències a les dues torres a les obres de J. R. R. Tolkien, el qual va viure a la zona quan era petit.